# Sablia punctibilineata
Sablia punctibilineata là một loài bướm đêm trong họ Noctuidae.